# Jerry Brown
Edmund Gerald "Jerry" Brown Jr., född 7 april 1938 i San Francisco, Kalifornien, är en amerikansk politiker (demokrat).
Brown var delstaten Kaliforniens guvernör 1975–1983. Den 2 november 2010 valdes Brown på nytt till guvernör i Kalifornien och han tillträdde ämbetet i januari 2011 då han efterträdde Arnold Schwarzenegger.
Han blev vald till guvernör i Kalifornien i november 1974 (tillträdde i januari 1975) och återvaldes 1978. Fadern, Edmund Gerald "Pat" Brown, var även han Kaliforniens guvernör, 1959–1967. Jerry Brown företräddes på guvernörsposten första gången av Ronald Reagan och efterträddes av George Deukmejian. 
Jerry Brown valdes 1998 till borgmästare i Oakland, Kalifornien och återvaldes 2002. Han efterträddes som borgmästare av Ron Dellums. Brown var mellan januari 2007–januari 2011 som justitieminister (attorney general) i delstaten Kalifornien, en position som fadern Pat Brown innehade 1951–1959.
Brown inspirerade punkbandet Dead Kennedys hitlåt och debutsingel California über alles, där bandet gör satir på Browns vision av USA som ett hippie-fascistiskt samhälle.